# Torneo de Newport 2016
El Hall of Fame Tennis Championships 2016 es un torneo de tenis. Pertenece al ATP Tour 2016 en la categoría ATP World Tour 250. El torneo tendrá lugar en la ciudad de Newport, Estados Unidos, desde el 11 de julio hasta el 17 de julio de 2016 sobre césped.

## Cabezas de serie

### Individual
| Tenista          | Ranking | Preclasificada |
| Steve Johnson    | 29      | 1              |
| Ivo Karlović     | 32      | 2              |
| Gilles Müller    | 39      | 3              |
| Marcos Baghdatis | 40      | 4              |
| Vasek Pospisil   | 44      | 5              |
| Adrian Mannarino | 55      | 6              |
| Dudi Sela        | 63      | 7              |
| Donald Young     | 69      | 8              |

- Ranking del 27 de junio de 2015

### Dobles
| Tenista                   | Ranking | Preclasificada |
| Eric Butorac Scott Lipsky | 83      | 1              |
| Sam Groth Chris Guccione  | 140     | 2              |
| Ken Skupski Neal Skupski  | 167     | 3              |
| Purav Raja Divij Sharan   | 200     | 4              |

## Campeones

### Individual Masculino
Ivo Karlović derrotó a  Gilles Müller por 6-7(2), 7-6(5), 7-6(12).

### Dobles Masculino
Samuel Groth /  Chris Guccione vencieron a  Jonathan Marray /  Adil Shamasdin por 6-4, 6-3.